# 크래커 엔터테인먼트
크래커 엔터테인먼트(영어: Cre.ker Entertainment)는 대한민국의 연예 기획사이다.

## 과거 소속 연예인
- 멜로디데이
- 현준 (더보이즈 출신)
- 더보이즈